# Reserva Biológica do Mato Grande
A Reserva Biológica do Mato Grande é uma das Unidades de Conservação do Governo do Estado do Rio Grande do Sul, Brasil.
Foi criada em 1975 pelo Decreto Estadual n° 23.798, delimitando 5.161 ha de mata atlântica no município de Arroio Grande. Objetiva preservar as áreas úmidas, campos arenosos e matas de restinga inclusas no Banhado Mato Grande, onde vivem espécies ameaçadas como o gato-do-mato-grande (Oncifelis geoffroyi) e a lontra (Lontra longicaudis).